# Alte Post (Neukölln)
Die Alte Post ist die ehemalige Hauptpost im Berliner Ortsteil Neukölln. Die ehemalige kaiserliche Post, ein aufwendig gestaltetes Baudenkmal, ist eines der markantesten Gebäude der Neuköllner Karl-Marx-Straße. Sie gehört zusammen mit dem Rathaus und dem Amtsgericht zu den öffentlichen Gebäuden, die kurz nach der Ernennung Rixdorfs zur Stadt im Jahr 1899 entstanden und maßgeblich dazu beitrugen, dass sich in der heutigen Karl-Marx-Straße ein Stadtzentrum herausbildete.

## Errichtung
Dem kaiserzeitlichen Postgebäude gingen mehrere postalische Provisorien voraus. Als auch das 1891 eingerichtete Postamt in der Bergstraße 117 (heutige Karl-Marx-Straße 171) unzureichend geworden war, ließ die Postverwaltung auf den 1900 erworbenen Grundstücken Richardstraße 119/120 (heutige Karl-Marx-Straße 97–99) ein eigenes Gebäude nach Entwürfen des Postbaurats Hermann Struve (1857–1916) errichten. Die Einweihung des neuen Postamts „Rixdorf 1“ als Kaiserliches Postamt I. Klasse erfolgte 1906. Zwischen 1923 und 1926 entstand in der Donaustraße – an das Postgebäude anschließend – das von Arnold Kayser entworfene Fernsprechamt.
Ein architektonisch eng verwandtes Postamtsgebäude befindet sich im französischen Thionville (Diedenhofen), das als Teil Elsass-Lothringens 1871–1918 zum Deutschen Reich gehörte. (→ Thionville)

## Gestaltung

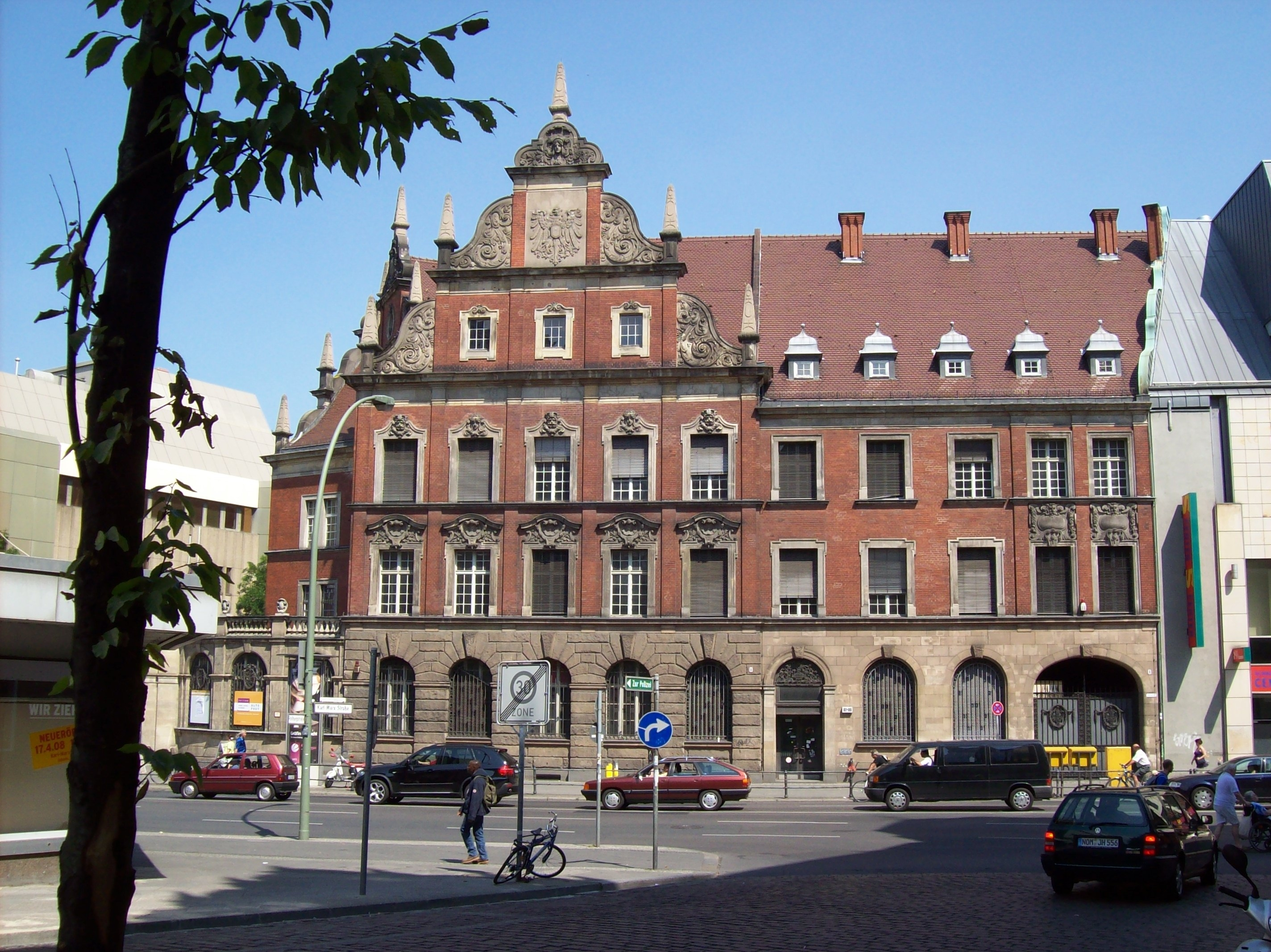
Die Alte Post von der Rollbergstraße im Westen

Das Hauptgebäude, bei dem sich Stilelemente der Renaissance mit Stilzitaten aus anderen Epochen verbinden, wurde als axialsymmetrische, schräg zur heutigen Karl-Marx-Straße liegende Zweiflügelanlage konzipiert. Die von einem zentralen Giebel gekrönte Hauptfassade ist zur Grundstücksecke ausgerichtet und liegt eingezogen hinter einem halbrunden Vorbau. Die Seitenfronten haben mächtige Giebelabschlüsse und sind zu beiden Straßen orientiert. Vor dem Zweiten Weltkrieg war die Gestaltung des Gebäudes noch aufwendiger, als ein Eingangspavillon mit barocker Zwiebelhaube und ein ebenfalls in der Mittelachse des Baus liegender Dachturm die Hauptfront zusätzlich betonten.

## Erweiterung, Restaurierung und Modernisierung
Von 1979 bis 1982 wurden umfangreiche Baumaßnahmen am denkmalgeschützten Postgebäude durchgeführt: Es erfolgte eine Erweiterung durch einen Neubau auf dem ehemaligen Verladehof, der historisierende Außenbau, der als „unverwechselbare Ortsmarke“ im heutigen Stadtraum und als städtebauliches Dokument Bedeutung besitzt, wurde restauriert und das Gebäudeinnere wurde vollständig modernisiert, bis hin zur Neuorganisation der Büros und Schalterhallen. In der ursprünglichen Schalterhalle im Erdgeschoss wurden die Briefschalter und die Postfachanlage untergebracht, während die Hauptschalterhalle ins erste Geschoss verlegt wurde.

## Entwicklungen seit 2003
Im Jahr 2003 bezog das ehemalige Hauptpostamt 44 neue Räumlichkeiten. Da das neue Gesicht der Karl-Marx-Straße diesen prägenden Prachtbau als lebendigen Ort braucht, wird das Gebäude auf dem Weg zu seiner künftigen Zweckbestimmung im Sommer 2008 kulturell zwischengenutzt. Auf Initiative des Bezirksamts Neukölln finden dort bis November 2008 Ausstellungen, Theater, Schülerworkshops und Events statt. Dies ist das erste Projekt der Initiative „Aktion! Karl-Marx-Straße“, in der Eigentümer, Gewerbetreibende, Anwohner, und andere beteiligte Gruppen die Zukunft des Neuköllner Geschäfts-, Verwaltungs- und Kulturzentrums gestalteten. 2015 erwarb das Immobilienunternehmen Coros (zum damaligen Zeitpunkt noch unter dem Namen Commodus) das Gelände und die dazugehörigen Gebäude. 2017 wurde mit der vollständigen Sanierung des Postgebäudes begonnen. Auf dem Hof hinter dem Gebäude entsteht seit 2019 außerdem ein neues Wohngebäude mit Studentenappartements und Familienwohnungen. Das ehemalige Fernsprechamt wird für Maisonette-Wohnungen um zwei Geschosse aufgestockt. Laut Coros entsteht so „mitten im Berliner Bezirk Neukölln bis 2021 ein Ensemble aus modernen Büroflächen, Einzelhandel, Gastronomie und Wohnen mit über 17.000 Quadratmetern Nutzfläche.“ Ende 2019 zog bereits die Co-Working Kette Spaces in das sanierte Gebäude ein.